# 瓦蘇峰
46°10′24″N 07°44′57″E / 46.17333°N 7.74917°E
瓦蘇峰（Wasuhorn），是瑞士的山峰，位於該國南部，由瓦萊州負責管轄，屬於本寧阿爾卑斯山脈的一部分，處於聖尼克勞斯以西，海拔高度3,343米，每年平均降雨量1,585毫米。